# Ilmenau-Kolleg

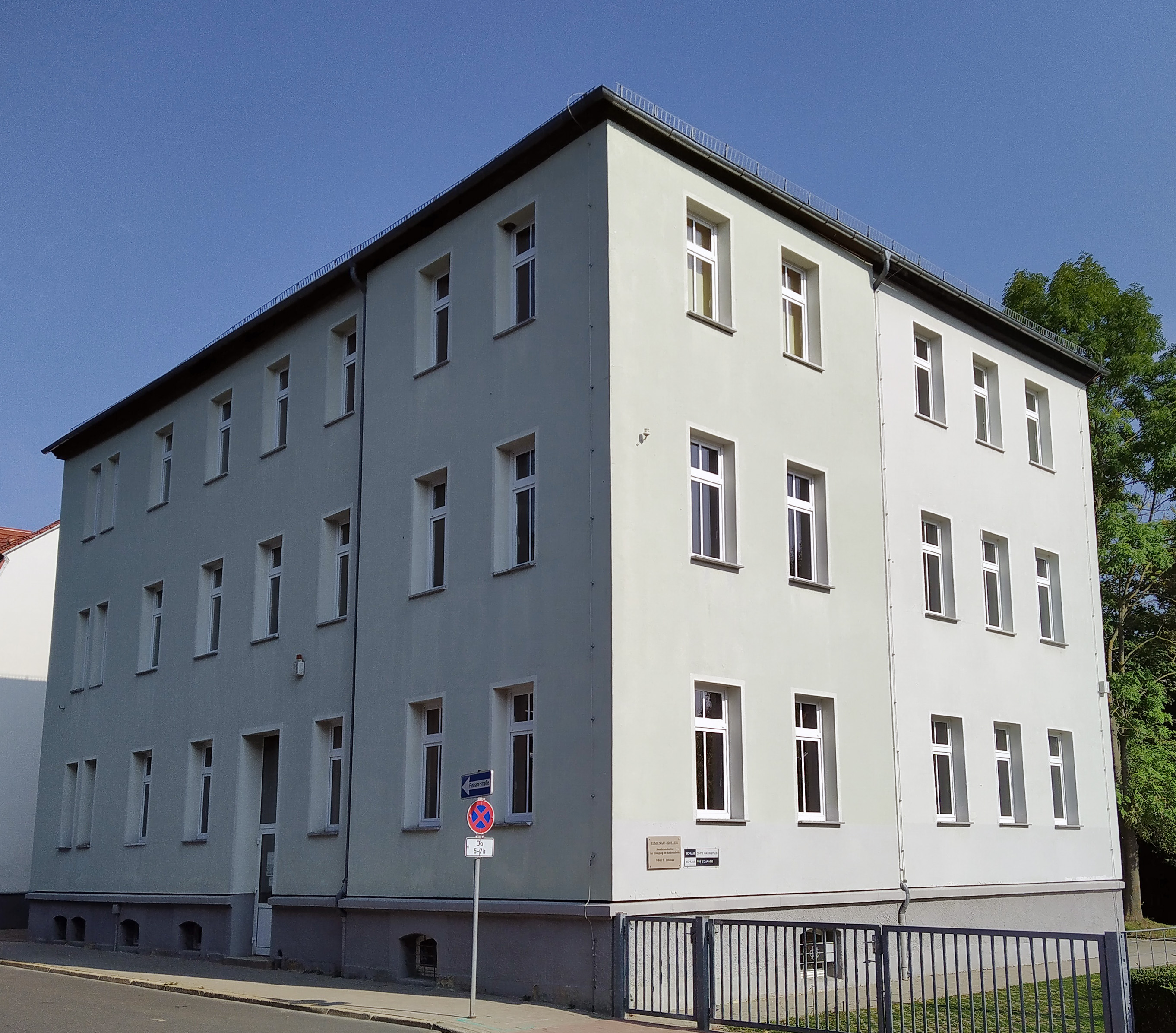
Das Ilmenau-Kolleg in der Straße Am Technikum

Das Ilmenau-Kolleg war ein staatliches Institut des Zweiten Bildungsweges im Freistaat Thüringen. Der Schulträger dieser Einrichtung war der Ilm-Kreis. Das Weiterbildungskolleg bot berufserfahrenen Erwachsenen die Möglichkeit, die allgemeine Hochschulreife in einer dreijährigen Vollzeitausbildung zu erwerben. Das am Ilmenau-Kolleg erworbene allgemeine Abiturzeugnis berechtigt zum Studium aller Fachrichtungen an Universitäten und Hochschulen in der gesamten Bundesrepublik Deutschland. Von 1994 bis 2008 haben 580 Kollegiatinnen und Kollegiaten erfolgreich das Abitur am Ilmenau-Kolleg abgelegt.

## Zugangsvoraussetzungen
- Mindestalter 19 Jahre (Stichtag 01.08. des Aufnahmejahres)
- Realschul- oder gleichwertiger Abschluss
- abgeschlossene Berufsausbildung oder dreijährige Berufstätigkeit
- erfolgreiche Teilnahme an einer Eignungsprüfung in den Fächern Deutsch und Mathematik

## Geschichte
Das Kolleg wurde am 30. September 1991 als Thüringenkolleg Weimar, Außenstelle Ilmenau gegründet. Die Ausbildung der ersten 51 Kollegiaten begann zunächst in einem Gebäude in der Prof.-Deubel-Straße. Seit dem 7. April 1993 war das Kolleg als eigenständige staatliche Bildungseinrichtung in Trägerschaft des Landkreises Ilmenau und ab 1994 des Ilm-Kreises.
Am 13. September 1993 wurde der Schulbetrieb in modern ausgestalteten Unterrichtsräumen des traditionellen Schulgebäudes in der Rudolf-Breitscheid-Straße (Straßenname ab 2019: Am Technikum) aufgenommen. Ein Jahr später bekam der erste Abiturjahrgang seine Abiturzeugnisse überreicht. Weitere umfangreiche Renovierungs- und Modernisierungsmaßnahmen erfolgten in den Jahren 1996 bis 2005.
Das Ilmenau-Kolleg pflegte eine langjährige Partnerschaft mit dem Hessenkolleg Wetzlar. Seit September 2004 bestand eine Kooperationsvereinbarung mit der Technischen Universität Ilmenau.
Aufgrund sinkender Schülerzahlen erfolgte nach dem Ende des Schuljahres 2020/2021 die Einstellung des Schulbetriebs.

## Schulleitung
Die Schulleiterinnen waren ab der Gründung des Ilmenau-Kollegs bis 2012 Barbara Gobsch, von 2012 bis 2016 Christine Minkus-Zipfel und von 2016 bis 2021 Katrin Prautsch.

## Förderverein
Der Förderverein heißt Förderkreis Ilmenau-Kolleg und wurde 1994 gegründet. Er hatte 2014 etwa 60 Mitglieder.